# 베를린 쥐트크로이츠역
베를린 쥐트크로이츠역(Bahnhof Berlin Südkreuz)은 베를린 템펠호프쇠네베르크구 쇠네베르크에 있는 철도역이다. 베를린 순환선과 안할트선, 안할트 근교선, 베를린-드레스덴선이 교차하는 주요 환승역이다. ICE, IC/EC, 유로나이트 열차가 정차하는 베를린의 거점 청도역이며, 추가로 지역간 열차(RE, RB) 및 베를린 S반도 정차한다. 역 서쪽과 동쪽으로는 베를린 시내로 연결되는 버스 노선이 출발하며, 장거리 버스 노선의 터미널로도 사용되고 있다. 일일 이용객 및 방문객은 약 17만 9000명이다. 베를린에서 세 번째로 큰 장거리 열차역이며 1급역에 속한다.
1991년에 수립된 버섯 개념(Pilzkonzept)에 따라서 구 파페슈트라세(Papestraße)역이 2003년부터 증축되었다. 2006년 5월 27일부터 쥐트크로이츠역으로 개칭되었다.

## 승강장
순환선 역은 상층, 장거리선 및 하부 S반 역은 하층에 위치해 있다.

## 인접 정차역
서부 광장에서는 베를린 버스 M46, 106, 204번과 환승할 수 있다. 장거리 버스, 택시 승강장, 단기 주차장이 설치되어 있다.
동부 광장에서는 베를린 버스 184, 248번과 환승할 수 있다. 별도의 택시 승강장이 설치되어 있다.

### 지역간 열차 및 베를린 S반
| RE·RB                                        | RE·RB     | RE·RB                                                         |
| -------------------------------------------- | --------- | ------------------------------------------------------------- |
| 리히터펠데 오스트 루터슈타트 비텐베르크 방면 | RE 3      | 포츠다머 플라츠 슈베트 (오데르)·슈트랄준트 방면               |
| 리히터펠데 오스트 팔켄베르크 (엘스터) 방면   | RE 4      | 포츠다머 플라츠 라테노 방면                                   |
| 시·종착역                                    | RE 5      | 포츠다머 플라츠 로스토크·슈트랄준트 방면                      |
| 중앙역 베를린 중앙역 방면                    | RE 8      | 리히터펠데 오스트 엘스터베르다·핀스터발데 (노이라우지츠) 방면 |
| 시·종착역                                    | RB 10     | 베를린 포츠다머 플라츠 나우엔 방면                            |
| 시·종착역                                    | RB 14     | 베를린 포츠다머 플라츠 나우엔 방면                            |
| 베를린 S반                                   |           |                                                               |
| 요르크슈트라세 베르나우 바이 베를린 방면     | S2        | 프리스터베크 블랑켄펠데 방면                                  |
| 요르크슈트라세 헤니히스도르프 방면           | S25       | 프리스터베크 텔토 슈타트 방면                                 |
| 요르크슈트라세 블랑켄부르크 방면             | S26       | 프리스터베크 텔토 슈타트 방면                                 |
| 템펠호프 반시계방향 순환                     | S41 · S42 | 쇠네베르크 시계방향 순환                                      |
| 시·종착역                                    | S45       | 템펠호프 BER 공항 방면                                        |
| 쇠네베르크 베스트엔트 방면                   | S46       | 템펠호프 쾨니히스 부스터하우젠 방면                           |